# Chiesa di San Dionigi (Collalbrigo)
La chiesa di San Dionigi, anticamente nota come chiesa dei Santi Dionisio, Rustico ed Eleuterio, è la parrocchiale di Collalbrigo, frazione di Conegliano, in provincia di Treviso e diocesi di Vittorio Veneto.

## Storia

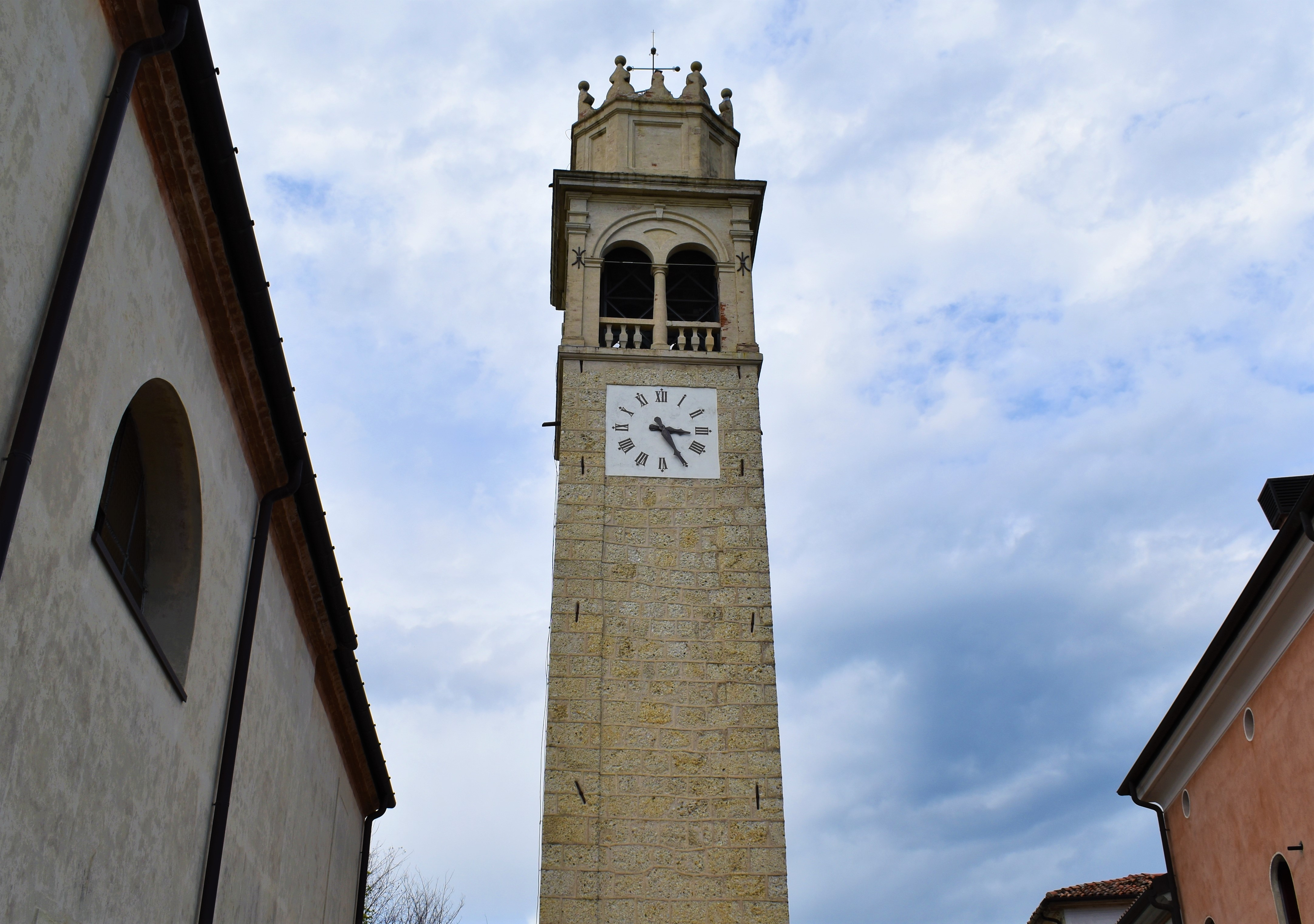
Il campanile

La primitiva chiesa di Collalbrigo era filiale della pieve di San Pietro di Feletto. Divenne curazia nel 1533 e parrocchia autonoma nel 1575. La chiesa fu riedificata una prima volta nel 1585 e consacrata nel 1690. Il campanile venne eretto nel 1855 su progetto dell'ing. Da Riz. Il 29 giugno 1873 una scossa di terremoto ridusse un macerie l'edificio. Nel 1874 iniziarono su disegno di tale Tirindelli i lavori di costruzione dell'attuale parrocchiale che fu consacrata, benché non ancora del tutto completa, il 21 ottobre 1894 dal vescovo Sigismondo Brandolini Rota. La facciata venne realizzata nel 1903 e, nel 1924, furono portati a termine i lavori di decorazione dell'edificio.

## Descrizione

### Esterno
La facciata a capanna è provvista di un portale d'ingresso abbellito da un timpano su due semicolonne e un architrave con la scritta S. Dionysio; al centro un rosone con vetro policromo. Sulla sezione sinistra è posta una lapide in ricordo dei caduti di Collalbrigo e della vicina località Parè.
Il campanile sorge sul fianco destro della chiesa, nella parte di piazzale che la separa dalla casa canonica. Si caratterizza per una sommità coronata da una particolare merlatura, con sfere lapidee sulla sommità; la cella campanaria è aperta da bifore con balaustrine.

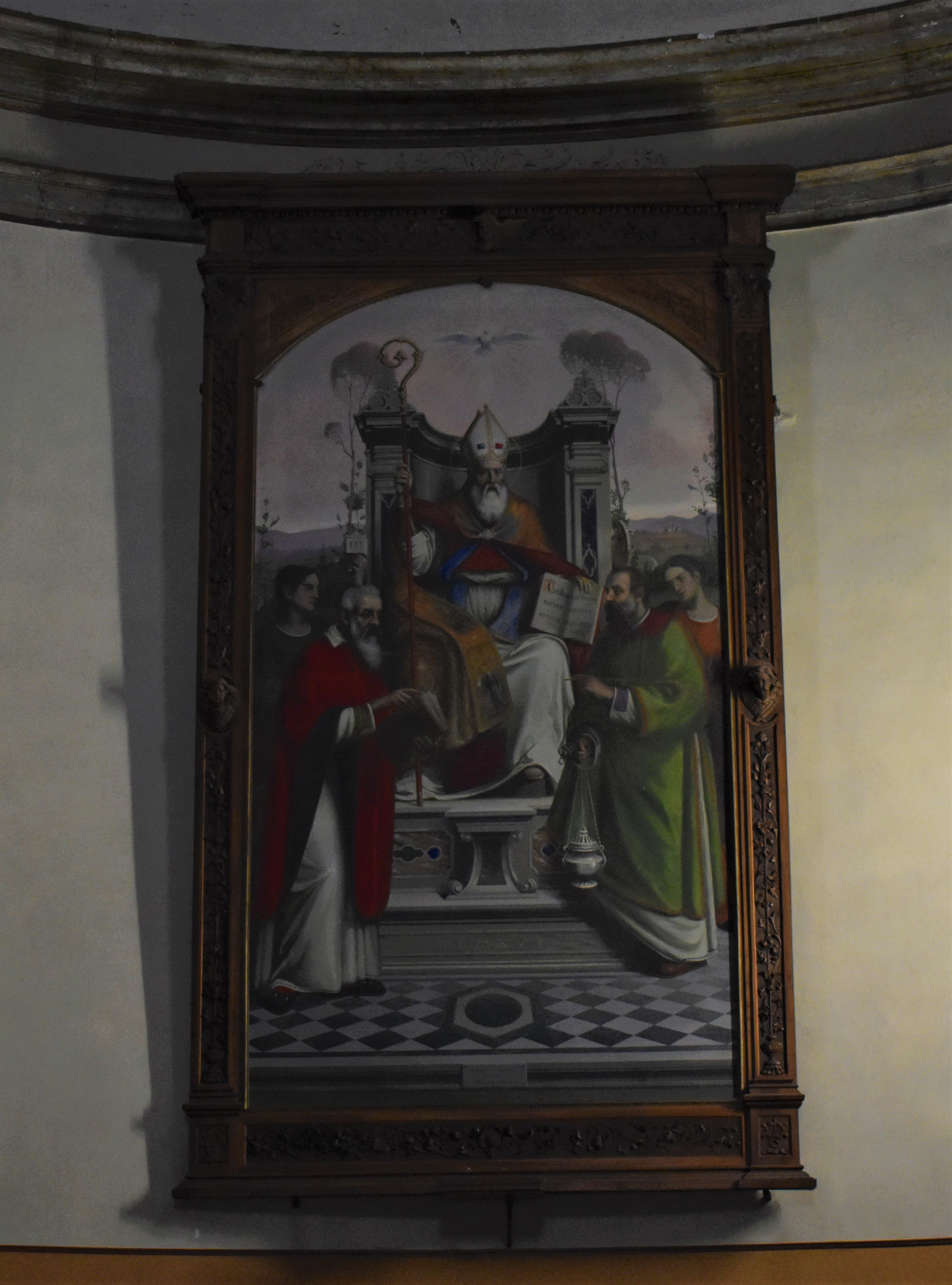
La pala d'altare

### Interno
L'interno si struttura su tre navate (divise da arconi a tutto sesto) con volta a botte decorata da Luigi Salvadoretti. Sulle velette della cupola, perlopiù disadorna, sono affrescati i Quattro evangelisti, di Vittorio Casagrande.
Opere di pregio custodite all'interno della chiesa sono una pala raffigurante San Dionigi in trono tra i santi Rustico ed Eleuterio, la beata Giuliana da Collalto e sant'Augusta, dipinta da Silvio Sanfiori nel XVII secolo e posta nell'abside, il fonte battesimale del 1681 ed il pregevole organo, realizzato dalla ditta padovana Pugina.